# أراليا أرجوانية داكنة

أراليا أرجوانية داكنة (الاسم العلمي:Aralia atropurpurea)  هو نوع من النباتات يتبع جنس الأراليا من الفصيلة الأرالية                            .	